# Каліфорнійський морський лев
Каліфорнійський морський лев (Zalophus californianus) — вид прибережних морських левів півночі Тихого океану. Це єдиний вид роду, хоча інколи підвиди виду розглядаються як окремі види роду Zalophus. 
Загальне число особин оцінюється у 188 тис. (1995), популяція продовжує зростати на 5 % щорічно.
Це досить розумні тварини, здатні легко адаптуватися до штучних оточень та легко піддаються муштруванню. Через цю здатність тварини популярні в цирках, зоопарках та морських парках, також вони навчаються моряками для виконання військових операцій.

## Опис
Середній розмір новонароджених 75 см, а вага — 5–6 кг. Дорослі самці в середньому 2.2 метри завдовжки й вагою 275 кг, але можуть досягати довжини 2.4 метра та ваги 390 кг. Самиці менші, в середньому завдовжки 1.8 метра і вагою 91 кг, але можуть досягати довжини 2 метри і ваги 110 кг. Щенята мають темно-коричневе хутро, яке змінюється в перший місяць і стає світло-коричневим. Світло-коричневе хутро замінюється через 4–5 місяців забарвленням хутра дорослих особин. Дорослі самці в основному темно-коричневі зі світлим черевним і бічними забарвленнями. Дорослі самиці темно коричневі, але можуть також бути жовтувато-коричневі. Z. californianus виявляє яскраво виражений сексуальний диморфізм. У дорослих самців є збільшений сагітальний гребінь і світліше хутро вони більші й кремезніші. У всіх Z. californianus є чорні ласті, які покриті короткою чорною щетиною.